# Nakhla
Nakhla est une commune de la wilaya d'El Oued en Algérie.

## Géographie

### Situation
Le territoire de la commune de Nakhla est situé au centre de la wilaya.
| Robbah  | Bayadha              | Douar El Ma |
| El Ogla | Nakhla               | Douar El Ma |
| El Ogla | El Ogla, Douar El Ma | Douar El Ma |

### Localités de la commune
La commune de Nakhla est composée de trois localités : Gherbia, Khobna et Nakhla.